# Balongdowo (Kepoh Baru)
Balongdowo is een bestuurslaag in het regentschap Bojonegoro van de provincie Oost-Java, Indonesië. Balongdowo telt 1521 inwoners (volkstelling 2010).